# جايسون وود (لاعب كرة قاعدة)
جايسون وود (بالإنجليزية: Jason Wood)‏ هو لاعب كرة قاعدة أمريكي، ولد في 16 ديسمبر 1969 في سان بيرناردينو في الولايات المتحدة.

## وصلات خارجية
- جايسون وود على موقع دوري كرة القاعدة الرئيسي (الإنجليزية)
- جايسون وود على موقعبيزبول رفرنس.كوم (الدوري الرئيسي) (الإنجليزية)
- جايسون وود على موقعبيزبول رفرنس.كوم (الدوري الثانوي) (الإنجليزية)